# Calloserica langtangica
Calloserica langtangica är en skalbaggsart som beskrevs av Ahrens 1999. Calloserica langtangica ingår i släktet Calloserica och familjen Melolonthidae. Inga underarter finns listade.